# Slovenija, moja dežela
»Slovenija, moja dežela« je slogan velike turistično promocijske oglaševalske akcije, ki je nastajala med leti 1983 in 1988 v agenciji Studio Marketing Delo, pod vodstvom direktorja Jerneja Repovša.
Naročnik akcije je bil Marko Bulc, predsednik Gospodarske zbornice Slovenije (GZS), oz. tedaj novonastali Center za turistično in ekonomsko propagando pri GZS pod vodstvom Leopolda Perca. 
Maja leta '84 je Center za turistično in ekonomsko propagando prvi uporabljal logotip Slovenije z lipovim listom na papirju za novinarske konference, dopisnicah, vizitkah, kuvertah in mapah.
Največje jabolko spora je avtorstvo slogana, ki se vleče praktično že od njegovega nastanka. Čeprav je bilo snovanje slogana plod skupinskega dela na več mesecev trajajočih skupinskih sestankih, kjer so padale ideje in predlogi, si ožja ekipa kreativcev lasti zasluge. Zdravko Duša trdi in vztraja, da je on pravi in edini avtor slogana, zasluge pa si lastita tudi Repovš in Zlatko Jančič (sicer avtor podslogana »Na sončni strani Alp«). 
V letih nastajanja je bila izdana in posneta kopica kratkih televizijskih in radijskih oglasov, časopisnih člankov, razglednic ter plakatov. Takrat so začeli tudi množično izdelovati broške, majice, dežnike in druge spominke z tiskanim logotipom slogana z lipovim listom. Kot nekakšen razlog za povod v samostojnost Slovenije, je postal najbolj prepoznaven oglas akcije filmček "Gostje prihajajo" iz leta 1986, ki ga je režiral Jaka Judnič.
Sprva zasnovana izključno za promocijo slovenskega turizma, je z sloganom in lipovim listom  Egona Bavčerja kot simbolom slovenstva, sprožila nepričakovan čustven odziv Slovencev in težnjo po samostojnosti. 
Akcijo so spremljali tudi podslogani: »Slovenija. Na sončni strani Alp« za tujino (1985); »Turizem smo ljudje« (1986, 1987); »Turizem nas bogati« in »Iščemo dobrega gospodarja« (oba 1988).

## Snovanje akcije

### 1983: Center za turistično in ekonomsko propagando pri GZS naroči akcijo
Januarja 1983 sta Splošno združenje za turizem in gostinstvo, ki je takrat delovalo pod Gospodarsko zbornico Slovenije, ter Turistična zveza Slovenije, izdala program turistične propagande. V tem letu so si zadali cilj utrditi podobo Slovenije v svetu. Takrat je bilo namreč težko obdobje za slovenski turizem, vladalo je splošno pomanjkanje blaga, goriva, tujih časopisov, veliki zastoji na mejnih prehodih itd. 
Tako so se pri teh dveh zvezah sklenili, da je treba narediti nov turistični prospekt Slovenije. Zato so se srečali s predstavniki agencije Studio marketing Delo, da bi naredili načrt za izdelavo tega projekta. Da bi se agencija bolje seznanila s problematiko na področju turističnega oglaševanja, so pregledali Program aktivnosti turistične propagande za leto 1983. Ugotovili so, da je problem v napačni strukturi gostov, kar je posledica zgrešene strateške usmeritve. Turizem so postavili kot izvozni izdelek številka 1.
Leta 1983 so ob zavedanju da je turizem pomembna gospodarska panoga naredili velik korak. Organizacije GZS, Splošno združenje gostinstva in turizma Slovenije in Turistična zveza Slovenije, so sklenili sporazum o izvajanju in financiranju turistične propagande. Financiranje je bilo tako zagotovljeno. Ker pa je bila izvedba tržnega komuniciranja, so v tem letu naredili še en pomemben korak. Maja 1983 so pri GZS ustanovili Center za turistično in ekonomsko propagando, ki je bil zadolžen za realiziranje teh tržnih akcij. Center je zaživel septembra 1983 pod vodstvom Leopolda Perca. Po ustanovitvi centra je Leopold Perc, direktor centra in človek s prepričanjem, da je za razvoj slovenske turistične industrije potrebno strokovno delo, oglasil v agenciji Studio marketing Delo, ki je imela takrat v Jugoslaviji pri načrtovanju, snovanju in izvedbi oglaševalskih in drugih dejavnostih. 
Prva naloga, ki so jo v agenciji dobili, je bila pripraviti oglaševalsko akcijo za promocijo Slovenije kot turistične regije v tujini. Že prve tržne analize in podatki so pokazali da so turistični storitveni izdelki nerazviti in pozabljeni. V Sloveniji med ljudmi ni bilo pozitivnega odnosa do turizma. Delo v turizmu so dojemali kot hlapčevstvo, kot udinjanje premožnim turistom, ki prihajajo k nam lenarit in se zabavat.
Dr. Zlatko Jančič je ob tedanjem pregledu turistične propagande ugotovil, da Slovenija nima nikakršne zaščitne podobe in tipografije, ki bi se lahko uporabila pri pripravi oglaševalske akcije. Tako je bil za začetek oktobra 1983 sklican prvi sestanek Odbora podpisnikov Samoupravnega sporazuma o izvajanju in financiranju turistične propagande, na katerem sta bila poleg članov odbora navzoča tudi Zlatko Jančič in Jernej Repovž iz ČGP "Delo" TOTD Studio marketing Delo, saj je bila na dnevnem redu obravnava izhodišč za programsko usmeritev Centra za ekonomsko in turistično propagando. Za začetek uspešnega trženja je bilo potrebno pripraviti dolgoročen tržni pristop, s katerim bi spremenili odnos lokalnega prebivalstva do turizma. Odbor, ki je zasedal, je po razpravi sklenil, da Studio marketing Delo do naslednje seje izdela osnove predlaganega za leto 1984 in da se zagotovijo sredstva za izdelavo študije.
Pri pripravi projekta so sodelovali zaposleni pri STudiu marketing ter drugi zunanji sodelavci: mag. Janez Sirše iz Inštituta za ekonomsko raziskovanje, mag. Miro Kline, vodja projektov pri Studiu marketing Delo Zlatko Jančič, direktor Studia marketing Delo Jernej Repovž, umetniški vodja filmske produkcije pri Studiu marketing Delo Jak Judnič in oblikovalec kompleksnih nalog pri Studiu marketing Delo Peter Beus. Prav tako je pri projektu sodeloval dr. Janez Bogataj.
Kot se tistega časa spominja Repovž, Slovenija kot turistična destinacija takrat ni bila razvita in ni imela dosti za ponuditi turistom. Zato je bil nasvet Studia marketing naj denarja ne zapravljajo za promocijo navzven temveč za vzpostavitev domačega turizma. Ugotovili so namreč, da slovensko prebivalstvo ni naklonjeno turizmu, češ da naj bi bili preveč moteči, saj onesnažujejo okolje in motijo prebivalstvo. Predvsem so menili, da niso služabniki in natakarji. Čutiti je bilo nemoč ljudi nad tem, da bi lahko kaj sami storili za kakovostnejšo ponudbo. Repovž pa se še danes čudi kako so pri GSZ sploh razumeli te argumente in se strinjali da se usmerimo na domače turiste.

### Slovenija, moja dežela
Jeseni 1983 je tako agencija Studio marketing Delo začela snovati celostno podobo Slovenije. To je bila prva izmed akcij oz. sloganov v celotni kampanji. Kot po navadi so skupaj kreativno ustvarjali in iskali nove ideje. Takrat je nastal znameniti slogan »Slovenija, Moja dežela«. Zaradi takrat še dokaj slabo urejenega področja avtorskih pravic, se takratni pisec oglasov pri Studio marketing Zdravko Duša, danes bori za priznanje avtorskih pravic nad tem sloganom. Ker Duša takrat slogana ni patentiral in avtorsko zaščitil, si danes zasluge za avtorstvo uradno lasti Studio martketing pri katerem je delal, ta pa mu niti pod razno noče priznati avtorstva tega slogana. 
Sicer pa naj bi po besedah vodje akcije Jerneja Repovža in takratnega direktorja pri Studio marketing Delo slogan nastal takole: Na kreativnih sestankih je bilo vedno več ljudi, med 5 do 9, med njimi pa so tekle asociacije. Repovž je v temi taval z nedokončanim sloganom "Slovenija, moja (kaj?)", zadnje primerne besede pa ni našel. Kaj torej? Republika, država itd.? Nato pa je Zdravko Duša rekel "dežela". In tako naj bi nastal ta slogan. Repovž tako avtorstva oz. soavtorstva slogana ne pripisuje niti sebi niti Duši, temveč je po njegovih besedah le-ta plod kolektivnega dela.

### 1984: Logotip z sloganom in Lipovim listom se prvič predstavi javnosti
TOZD Studio marketing ČGP Delo se je najprej lotil iskanja simbola. Izbor je potekal vzporedno z izbiro logotipa za napis Slovenija. Simbol je moral predstavljati atribute, kot so prijazno, čisto, domače, naravno, pristno, sodobno itd., in ni smel vsebovati državnih, političnih in drugih simbolov. Ob iskanju ustreznega simbola z raziskavo, ki jo je vodil dr. Miro Kline, so imeli na voljo več simbolov iz narodne motivike: žitni klas, sončnica, nagelj, lipov list, lipovo drevo itd. 
Na koncu so se strinjali, da narod najbolj povezuje lipov list. Ilustracije lipovega lista je pri Studiu marketing Delo na roko narisal Zdravko Papič. Na osnovi Papičevega lipovega lista, sta celotno grafično podobo logotipa Slovenija, moja dežela z rumeno barvo v ozadju, pri istem studiu izdelala Egon Bavčer in Jani Bavčer. Tako je bila nova podoba Slovenije prvič javno predstavljena maja 1984. Potem so začeli izdelovati priponke z lipovim listom, majice, dežnike in druge spominke.

### 1985: Slovenija. Na sončni strani Alp
Na kreativnem sestanku 1985 je nastal tudi slogan »Na sončni strani Alp«. Postavil bi ga naj dr. Zlatko Jančič. Ta slogan je dr. Jančič predstavil kot protiutež avstrijskemu, dobro dodelanemu in alpsko usmerjenemu oglaševanju. Vendar pa so za razliko brez morja in od tod tudi ime in sonce kot simbol.

### Turisti prihajajo
Za uvod v akcijo je izšel v časopisih velik oglas »Turisti prihajajo«, ki je v formalni obliki okupacijskega plakata sporočal, da turizem prinaša v resnici pozitivne spremembe (tekst: Zdravko Duša, oblikovanje: Jani Bavčer). Reakcija politike nanj je bila silovita, tako da je bil plakat enake vsebine in oblike umaknjen, še preden bi ga utegnili posredovati v javnost.

### Turizem smo ljudje (1986)
Je bila druga akcija oz. slogan v okviru celotne kampanje za leto 1986. Pod njo spadata oglasna filmčka »Gostje prihajajo« in «Dobrodošli» iz leta 1986.

#### Gostje prihajajo (1986)
Režiser oglasnega spota Gostje prihajajo (na sliki zgoraj desno) iz leta 1986 je režiral Jaka Judnič, snemal Karpo Godina. Za glasbeno podlago »Moja dežela«  tega filma, je glasbo napisal skladatelj Jani Golob, besedilo pa Dušan Velkaverh. Ta spot je dobil tudi več najvišjih nagrad doma in v tujini. Ta oglasni spot, najznamenitejši in najbolj popularen iz celotne kampanje, je bil za snemanje predviden že leta 1984, vendar so ga zaradi pomanjkanja snemali šele avgusta 1986. Najbolj znamenit je prizor z možakarjem z lestvijo iz Logarske doline, ki smiselno povezuje cel oglas. 
Načrtovanih je bilo 35 prizorov, ki prikazujejo kako se Slovenci pripravljamo na prihod gostov. S temi pa se režiser Judnič ni strinjal, saj v načrtu ni bilo povezovalne, rdeče niti. Kot je sam dejal, ni želel posneti, kako ljudje pospravljajo. Rešitev je našel v snemanju prizora iz Logarske doline z možakarjem, ki začne na tablo v sedmih jezikih slikati besede dobrodošlice. Ta kader kasneje postane vezni element 90 sekundnega filma, saj se ta prizor večkrat pojavi. Vmes pa vidimo tudi prizore kot so: barvanje ograje, striženje žive meje, čiščenje lipicanca v Lipici, risanje narodnih motivov na lončeno posodo, okraševanje blejskega čolna, označevanje planinske poti, posipavanje potice s sladkorjem, barvanje čolna, urejanje plaže itd.

## Ustvarjalci kampanje
Naročnik:
- Marko Bulc - takratni direktor Gospodarske zbornice Slovenije, ki je bila leta 1983 naročnik te več let trajajoče oglaševalske kampanje.

TOZD Studio marketing ČGP Delo:
- Jernej Repovš - Takratni vodja te akcije in dolgoletni kreativni direktor tedaj TOZD Studio marketing ČGP Delo.
- Zdravko Papič - ilustrator in avtor lipovega lista iz leta 1984.
- Egon Bavčer in Jani Bavčer - na podlagi Papičevega zelenega lipovega lista sta oblikovala celostno podobo logotipa Slovenija, moja dežela. Dodala sta rumeno barvo v ozadju, oblikovala font slogana z modro barvo ter dodala zelen rob okvirja. Celostna podoba je bila javnosti prvič predstavljena maja 1984.
- Zdravko Duša - pisec besedil oglasov in (so)avtor slogana Slovenija, moja dežela.
- Peter Bergant - (so)avtor teksta
- Miro Kline - iskal in opravljal raziskave pri iskanju lipovega lista kot simbola.

Zunanji sodelavci:
- Jaka Judnič - režiser oglasa Gostje prihajajo iz leta 1986 in avtor ideje o postavitvi table v Logarski dolini in slikarju z lestvijo, ki na njo piše besede dobrodošlice.
- Karpo Godina - snemalec oglasa Gostje prihajajo.
- Jani Golob in Dušan Velkaverh - avtorja glasbe in besedila glasbene podlage Moja dežela iz slovitega oglasa Gostje prihajajo iz leta 1986.
- Oto Pestner in ženski Vokalni ansambel Strune - originalni izvajalci skladbe Moja dežela iz leta 1986.